# Робінзон Крузо (фільм, 1954)
«Робінзон Крузо» (ісп. «Las Aventuras de Robinson Crusoe») — художній фільм режисера Луїса Бунюеля за романом Даніеля Дефо «Життя і дивовижні пригоди Робінзона Крузо». Один з двох (поряд з «Дівчиною») фільмів Бунюеля, знятих англійською мовою. Прем'єра фільму відбулася 5 серпня 1954 року.

## Сюжет
Екранізація роману «Життя і дивовижні пригоди Робінзона Крузо» Даніеля Дефо.
Робінзон Крузо, моряк із Йорка, терпить корабельну аварію, при цьому рятується й опиняється на безлюдному острові. З команди корабля Крузо залишається один. Своє ув'язнення на острові він починає з кішкою і собакою.
Життя на острові сповнене різними труднощами й небезпеками як природного походження, так і вихідними від дикунів-канібалів і піратів.

## У ролях
- Дан О'Герліхі — Робінзон Крузо
- Хайме Фернандес — П'ятниця
- Феліпе Де Альба — Оберзо, капітан
- Чол Лопес — боцман
- Хосе Чавес — пірат
- Еміліо Гарібай — змовник

## Знімальна група
- Сценаристи: Хьюго Батлер, Луїс Бунюель, за романом Даніеля Дефо
- Режисер-постановник: Луїс Бунюель
- Оператор: Алекс Філліпс
- Продюсери: Оскар Дансижер, Генрі Ф. Ерліх
- Композитор: Ентоні Коллінз
- Художник-постановник: Едвард Фицджералд
- Монтажери: Карлос Сэвадж, Альберто Валенсуела

## Нагороди та премії
- 1954 — Премія «Оскар» за кращу чоловічу роль — Дан О'Герліхі (нагорода дісталася Марлону Брандо за роль у фільмі «В порту»)
- 1955 — BAFTA — Кращий фільм (нагорода дісталася фільму «Плата за страх»)
- 1956 — Аріель (найкращий режисер, найкращий актор другого плану, кращий сценарій, краща робота художника-постановника, кращий монтаж; номінація за кращу операторську роботу)